# (118401) LINEAR
(118401) LINEAR, inaczej 176P/LINEAR – małe ciało Układu Słonecznego zaliczane zarówno do planetoid z głównego pasa planetoid (w tym kontekście używane jest pierwsze oznaczenie) jak i do komet okresowych (drugie oznaczenie). Okrąża Słońce w ciągu 5 lat i 262 dni w średniej odległości 3,2 j.a. Obiekt został odkryty 7 września 1999 roku w Socorro w programie badawczym LINEAR. (118401) LINEAR należy do planetoid z rodziny Themis. Obiekt ten przed nadaniem oficjalnego oznaczenia nosił nazwę tymczasową 1999 RE70.